# Escura rhondae
Escura rhondae är en insektsart som beskrevs av Tim R. New 1985. Escura rhondae ingår i släktet Escura och familjen myrlejonsländor. Inga underarter finns listade i Catalogue of Life.